# Бравничар, Матия
Матия Бравничар (словен. Matija Bravničar; 24 февраля 1897, Толмин — 25 ноября 1977, Любляна) — словенский композитор.

## Биография
Бравничар был одним из первых словенских композиторов-симфонистов. Он создал четыре симфонии, две оперы, несколько симфонических стихов, камерную музыку и другие произведения. Сначала он начал изучать скрипку, а затем изучил композицию у Марио Когоя и Славко Остерца в Люблянской консерватории. Он был членом (скрипачом) оркестра Люблянской оперы с 1919 по 1945 год, а также её президентом.
После войны короткое время был директором музыкальной школы в Горице. С 1945 по 1949 года административным директором AG, а затем руководителем музыкального отдела в Государственном издательстве. В 1952 году стал доцентом, а впоследствии профессором в Академии искусств до выхода на пенсию в 1967 году. 1949 стал вторым президентом (после Карла Пахора) Общества словенских Композиторы, а в 1953—1957 годах он также возглавлял Ассоциацию югославских композиторов. В 1951 году вместе с Марьяном Липовшеком редактировал словенский музыкальный журнал. С 1972 года — ассоциированный член, а с 1974 года и до смерти – действительный член Словенской академии наук и искусств.
Стилистически он относится к поздним композиторам-романтикам и экспрессионистам. В своих композициях он часто использовал элементы словенской народной музыкальной традиции.
В 1963 году он получил премию Франце Прешерена за концерт для скрипки и оркестра.

## Личная жизнь
В 1932 году он женился на артистке балета и хореографе Гизеле Бравничар. Его сын Деян Бравничар – известный словенский скрипач, а его внук – пианист Игор Бравничар.